# Ceratofil·lals
Ceratofil·lal (Ceratophyllales) és un ordre de plantes amb flor de la divisió de les angiospermes. L'ordre comprèn una única família, les Ceratofil·làcies (singular Ceratofil·làcia) o Ceratophyllaceae. Aquesta família té un sol gènere, Ceratophyllum, plantes que es coneixen en català com a volantins.
De distribució cosmopolita, les plantes de l'ordre de les ceratofil·lals són plantes aquàtiques. Viuen completament submergides a les basses, estanys i corrents lents d'aigua. Acostumen a adaptar-se també a viure en l'entorn artificial dels aquaris.

## Taxonomia
Espècies presents als Països Catalans
- Ceratophyllum demersum L. - Volantí comú, llapó o cua de mart

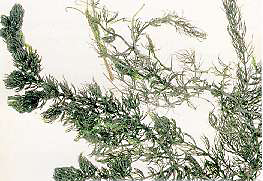
Ceratophyllum demersum

- Ceratophyllum submersum L. - Volantí tropical

Altres espècies reconegudes
- Ceratophyllum echinatum A.Gray
- Ceratophyllum muricatum Cham.
- Ceratophyllum platyacanthum Cham.

La divisió del gènere entre espècies no està completament establerta. A part d'aquestes s'han descrit més de 30 espècies però es consideren com a varietats de les existents. Aquestes plantes no tenen arrels veritables però s'amarren al fons. La floració és monoica amb flors masculines i femenines poc vistoses en la mateixa planta. Es propaguen per divisió vegetativa. Un tros menut de la planta pot reproduir un exemplar sencer. Per al·lelopatia emeten substàncies tòxiques contra les algues. Les Ceratophyllum o volantins s'utilitzen als aquaris perquè són d'aspecte atraient i ofereixen refugi als peixos; també produeixen molt oxigen.
No està gaire clara la relació de les ceratofil·lals amb altres angiospermes. El sistema de classificació filogenètic APG II ubica l'ordre de les Ceratofil·lals en el clade de les angiospermes. El sistema Cronquist el considera relacionat amb la família Nymphaeaceae i l'inclou en l'ordre Nymphaeales

### Filogènia
| Mesangiospermae | \| \| Chloranthaceae \| \| \| \| \| \| magnòlides \| \| \| \| \| \| Ceratophyllum \| \| \| \| \| \| monocots \| \| \| \| \| \| eudicots \| \| \| \| |
|                 | \| \| Chloranthaceae \| \| \| \| \| \| magnòlides \| \| \| \| \| \| Ceratophyllum \| \| \| \| \| \| monocots \| \| \| \| \| \| eudicots \| \| \| \| |
|                 | Chloranthaceae |
|                 | |
|                 | magnòlides |
|                 | |
|                 | Ceratophyllum |
|                 | |
|                 | monocots |
|                 | |
|                 | eudicots |
|                 | |

|  | Chloranthaceae |
|  |                |
|  | magnòlides     |
|  |                |
|  | Ceratophyllum  |
|  |                |
|  | monocots       |
|  |                |
|  | eudicots       |
|  |                |

| Mesangiospermae | \| \| Chloranthaceae \| \| \| \| \| \| magnòlides \| \| \| \| \| \| Ceratophyllum \| \| \| \| \| \| monocots \| \| \| \| \| \| eudicots \| \| \| \| |
|                 | \| \| Chloranthaceae \| \| \| \| \| \| magnòlides \| \| \| \| \| \| Ceratophyllum \| \| \| \| \| \| monocots \| \| \| \| \| \| eudicots \| \| \| \| |
|                 | Chloranthaceae |
|                 | |
|                 | magnòlides |
|                 | |
|                 | Ceratophyllum |
|                 | |
|                 | monocots |
|                 | |
|                 | eudicots |
|                 | |

|  | Chloranthaceae |
|  |                |
|  | magnòlides     |
|  |                |
|  | Ceratophyllum  |
|  |                |
|  | monocots       |
|  |                |
|  | eudicots       |
|  |                |